# Anarchisme et cause animale

Drapeau du véganarchisme

Symbole du véganarchisme popularisé par le pamphlet sur la libération des animaux et la révolution sociale de Brian A. Dominick en 1995.

Logo du Front de libération des animaux.

Le mouvement philosophique et politique anarchiste a des liens avec le mouvement de libération animale. De nombreux anarchistes sont végétaliens ou végétariens, et ont joué un rôle dans la lutte contre les injustices perçues à l'égard des animaux[réf. souhaitée]. Ils décrivent généralement la lutte pour la libération d'animaux non humains comme un prolongement naturel de la lutte pour la liberté humaine.

## Origines
Léon Tolstoï (1828-1910) était un anarchiste végétarien, pacifiste et chrétien. Dans Civil Disobedience, il écrit : « Un homme peut vivre et être en bonne santé sans tuer d'animaux à des fins alimentaires ; par conséquent, s'il mange de la viande, il participe à la vie animale uniquement pour satisfaire son appétit. Et le faire est immoral. »

### Le véganisme et l'anarchisme
Le véganarchisme est la philosophie politique qui combine le véganisme (plus particulièrement la libération animale) et l'anarchisme, créant une praxis combinée comme moyen de révolution sociale,. Cela inclut le fait de considérer l’État comme inutile et nuisible aux animaux, qu'ils soient humains ou non, tout en adoptant un mode de vie végane. Les véganarchistes voient soit l'idéologie comme une théorie combinée, soit perçoivent les deux philosophies comme étant essentiellement les mêmes. Il est en outre décrit comme une perspective antispéciste sur l'anarchisme vert ou une perspective anarchiste sur la libération des animaux.
Le terme a été popularisé en 1995 avec le pamphlet de Brian A. Dominick intitulé Libération animale et révolution sociale, décrit comme « une perspective végétalienne de l'anarchisme ou une perspective anarchiste du véganisme ». La brochure de 18 pages explique comment de nombreux jeunes anarchistes dans les années 90 avaient adopté une mentalité d'écologique profonde (incluant l'antispécisme et l'animalisme) dans le cadre d’une philosophie politique anarchiste verte globale. De même, les libérateurs d’animaux étaient de plus en plus influencés par la pensée et les traditions anarchistes, devenant ainsi des véganarchistes.

## Action directe
L'action directe, composante philosophique importante de l'anarchisme, est également courante dans le mouvement pour la défense des droits des animaux. Des activistes utilisant des noms tels que Stop Huntingdon Animal Cruelty et Front de libération des animaux utilisent des techniques d'action directe, notamment la libération d'animaux, la violence et la destruction de biens. Les industries visées incluent : viande, produits laitiers, expérimentation animale, fourrure, autres industries animales, citoyens et institutions gouvernementales.
Souvent, dans le cas de la Milice des droits des animaux, la Brigade de libération des animaux et le Département de la justice (en) se sont livrés à des actes de violence politique.

## Voir également